# 基肄城
基肄城（きいじょう / きいのき、椽城）は、福岡県筑紫野市と佐賀県三養基郡基山町にまたがる基山（きざん）に築かれた、日本の古代山城。城跡は、1954年（昭和29年）3月20日、国の特別史跡「基肄（椽）城跡」に指定されている。

## 概要
基肄城は、白村江の戦いで唐・新羅連合軍に敗れた後、大和朝廷が倭（日本）の防衛のために築いた古代山城である。665年（天智天皇4年）、大野城とともに築いたことが『日本書紀』に記載されている。城郭の建設を担当したのはいずれも亡命百済人で、「兵法に閑（）う」と評された、軍事技術の専門家の憶礼福留（）と四比福夫（）である。また、大野城・基肄城とともに長門国にも亡命百済人が城を建設しているが、城の名称は記載されず、所在地も不明である。そして、『続日本紀』 の698年（文武天皇2年）には、大野城・基肄城・鞠智城の三城の修復記事が記載され、『万葉集』にも、「記夷城（）」と、記載されている。
基肄城が所在する基山は、大宰府の南方8キロメートルに位置する。山麓には、大宰府から南下する古代官道が通り、基肄駅（）で築後国方面と肥後国方面に分岐したとされる要衝にある。基肄城は、標高404メートルの基山の3か所の谷を囲み、その東峰（327メートル）にかけて、約3.9キロメートルの城壁を廻らせた包谷式の山城で、城の面積は約60ヘクタールである。城壁は、ほとんどが尾根を廻る土塁であるが、谷部は石塁で塞いでいる。また、山頂では、北側の博多湾、南側の久留米市や有明海、東側の筑紫野市や朝倉市方面、西側の背振の山並みを一望することができる。古代は、大宰府政庁や大野城・阿志岐山城・高良山神籠石など、他の軍事施設と連携を図れる好位置にある。そのため、基肄城は、大宰府を守る南の防御拠点として、主に有明海方面の有事に備えて築かれたとされている。
発掘調査では、約40棟の礎石建物跡、軒丸瓦・軒平瓦・土器などの出土遺物、頂上部で溜池遺構などが確認されている。城門は、推定2か所を含め、4か所が開く。残存遺構のある城門は、城内北寄りの「北帝（）門」と「東北門」である。城内南寄りの「南門」と「東南門」は、あったとされる推定の城門である。城跡見学の玄関口となる南門と一連の水門石垣に、土塁とともに基肄城を代表する水門遺構があり、通水口は国内最大級である。また、2015年（平成27年）の水門石垣の保存修理で、新たに三つの通水溝が発見された。同一の石垣面に四つ以上の排水施設を持つ古代山城は、国内においては唯一、基肄城のみである。
基肄城の東南山麓に、「とうれぎ土塁」と「関屋土塁」が確認されている。水城と大野城の関係と同様に、基肄城と対となり、最も狭い交通路を塞いだ遮断城とされている。
天智政権は白村江の敗戦以降、唐・高句麗・新羅の交戦に加担せず、友好外交に徹しながら、対馬 - 九州の北部 - 瀬戸内海 - 畿内と連携する防衛体制を整える。また、大宰府都城の外郭は、険しい連山の地形と、それに連なる大野城・基肄城と平野部の水城大堤・小水城などで防備を固める。この原型は、百済泗沘都城にあるとされている。
2017年（平成29年）4月6日、続日本100名城（184番）に選定された。

## 関連の歴史
『日本書紀』に記載された白村江の戦いと、防御施設の設置記事は下記の通り。
- 天智天皇2年（663年）：白村江の戦いで、倭（日本）百済復興軍は、朝鮮半島で唐・新羅連合軍に大敗した。
- 天智天皇3年（664年）：対馬島・壱岐島・筑紫国などに防人と烽（）を配備し、筑紫国に水城を築く。
- 天智天皇4年（665年）：長門国に城を築き、筑紫国に大野城と基肄城を築く。
- 天智天皇6年（667年）：大和国に高安城・讃岐国に屋嶋城・対馬国に金田城を築く。この年、中大兄皇子は大津に遷都し、翌年の正月に天智天皇となる。

## 調査研究
遺構に関する事柄は、概要に記述の通り。
- 1912年（大正元年）、関野貞の踏査研究[11]により古代山城であることが確定した[4]。
- 1928年（昭和3年）以降、久保山善映・松尾禎作が踏査研究を進める。1959年（昭和34年）、鏡山猛が城跡の実側調査を行い、1968年（昭和43年）、『大宰府都城の研究』で実測結果を発表した[8]。
- 発掘調査は、1976年と2003年から3か年、森林整備等に伴う発掘調査が実施された。また、2009年に水門石垣保存修理事業に着手し、新たな通水溝を発見して、2015年（平成27年）に完了した[4]。
- 九州管内の城も、瀬戸内海沿岸の城も、その配置・構造から一体的・計画的に築かれたもので、7世紀後半の日本が取り組んだ一大国家事業である[12]。
- 1898年（明治31年）、高良山の列石遺構が学会に紹介され、「神籠石」の名称が定着した[注 7]。そして、その後の発掘調査で城郭遺構とされた。一方、文献に記載のある基肄城などは、「古代山城」の名称で分類された。この二分類による論議が長く続いてきた。しかし、近年では、学史的な用語として扱われ[注 8]、全ての山城を共通の事項で検討することが定着してきた。また、日本の古代山城の築造目的は、対外的な防備の軍事機能のみで語られてきたが、地方統治の拠点的な役割も認識されるようになってきた[14]。

## 天智天皇欽仰之碑
1933年（昭和8年）、基肄城を築いた天智天皇を讃えるため「天智天皇欽仰之碑」が建立された。当初は銅像を建立する計画だったが、宮内省（当時）の許可が得られず銅碑となった。土台の基礎石に銘板の痕跡とみられる箇所（縦30 cm×横90 cm）があるが、完成時の写真でははっきりせず、戦時中の金属供出などがあったのかなど詳細は分かっていない。

## イベント
- 2013年 - 2015年の三か年にわたり、「水城・大野城・基肄城 1350年記念事業」が企画され、関連自治体に加え、官民も連携した各種の記念事業が展開された[16]。そして、基山町イメージキャラクター「きやまん」が、まんが『基肄城のヒミツ』[17]などで活躍する。
- 2015年（平成27年）10月、第5回 古代山城サミットが基肄城（基山町）で開催された。

## 現地情報
- 城跡見学の最寄駅は、JR九州鹿児島本線基山駅。駅から徒歩で水門跡（南門跡）まで50分、それから約30分で山頂である。
- 車では、久留米基山筑紫野線、宮浦ICから県道300号線（基山公園線）を通り、基山草スキー場方面へ進むと草スキー場手前に駐車場があり、そこから徒歩10分程で特別史跡基肄（椽）城跡の碑に到着する。
- 関屋土塁の主要部遺構は消滅して未整備のため、一般人の見学は不可能である。

## ギャラリー

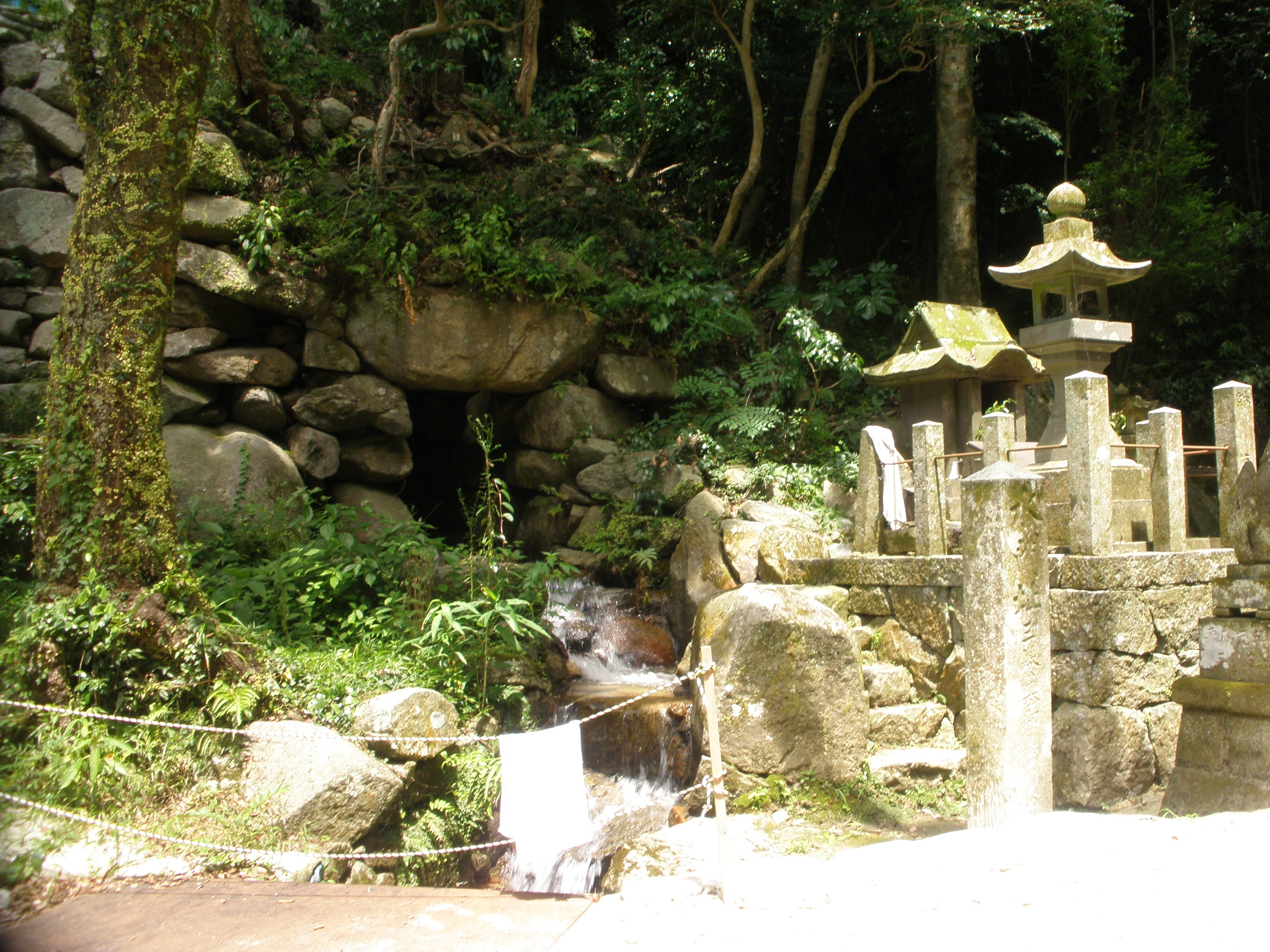
水門遺構の水口
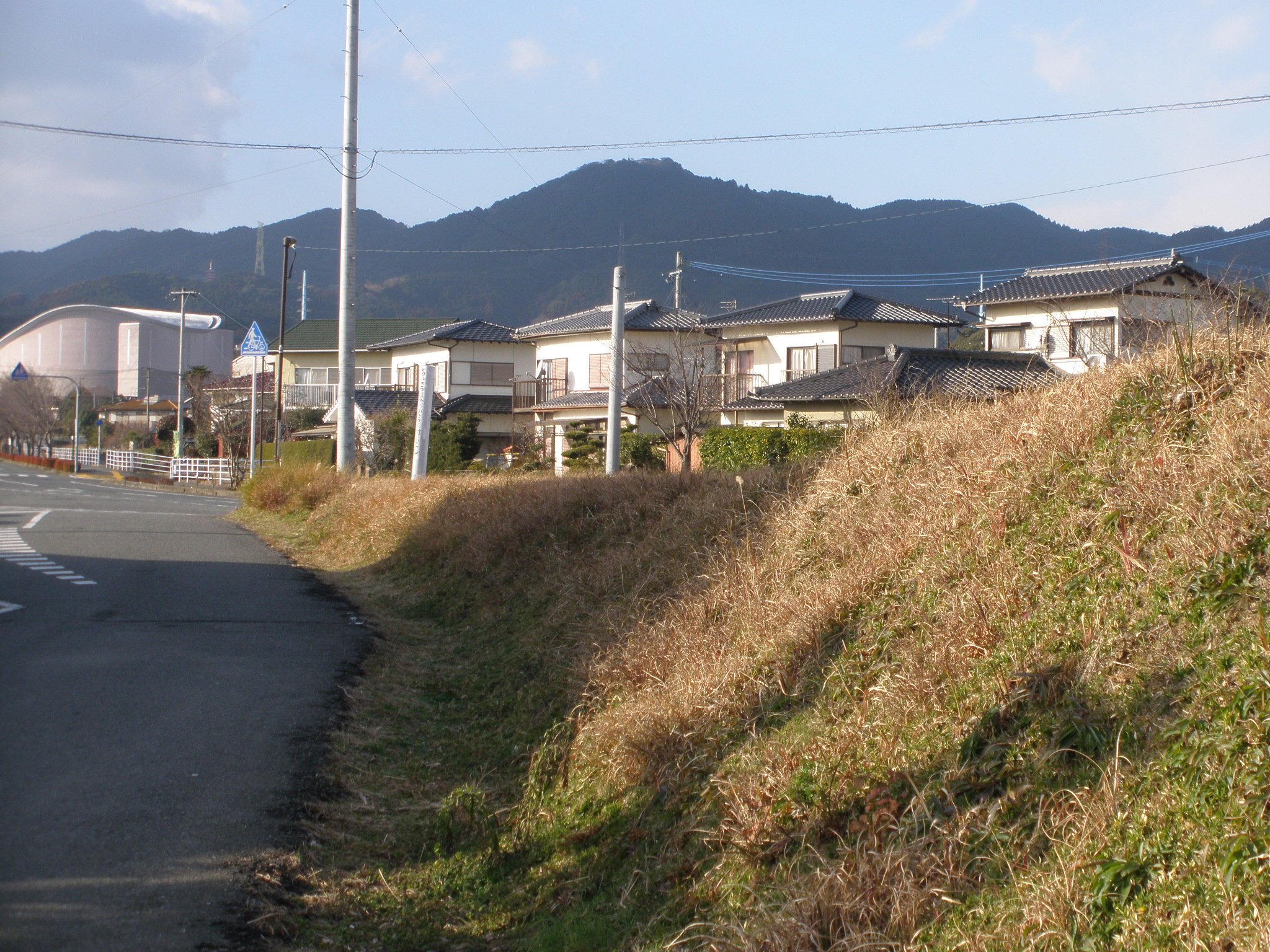
基山を望む（とうれぎ土塁より）
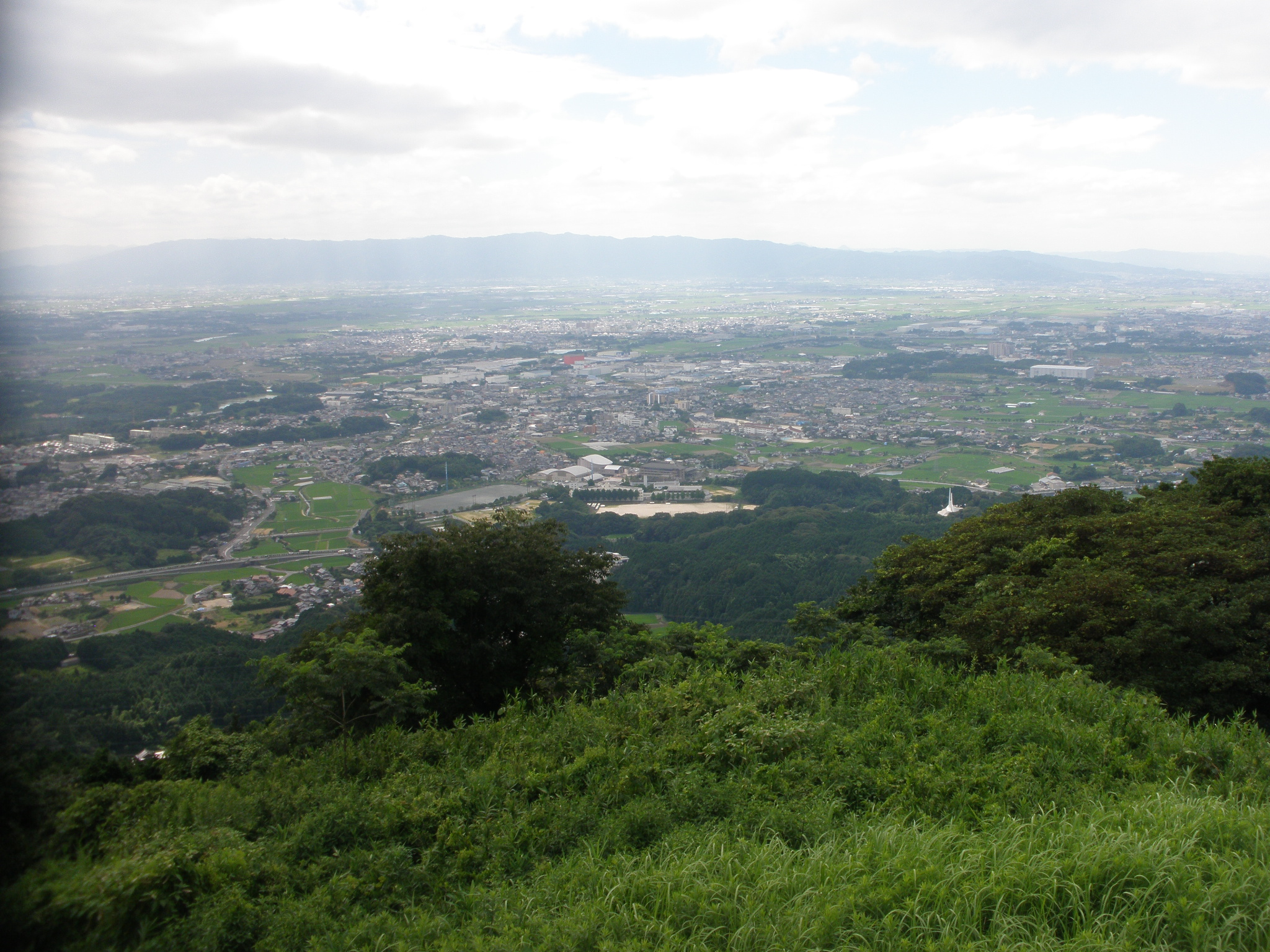
展望台で南方の小郡 - 久留米を望む
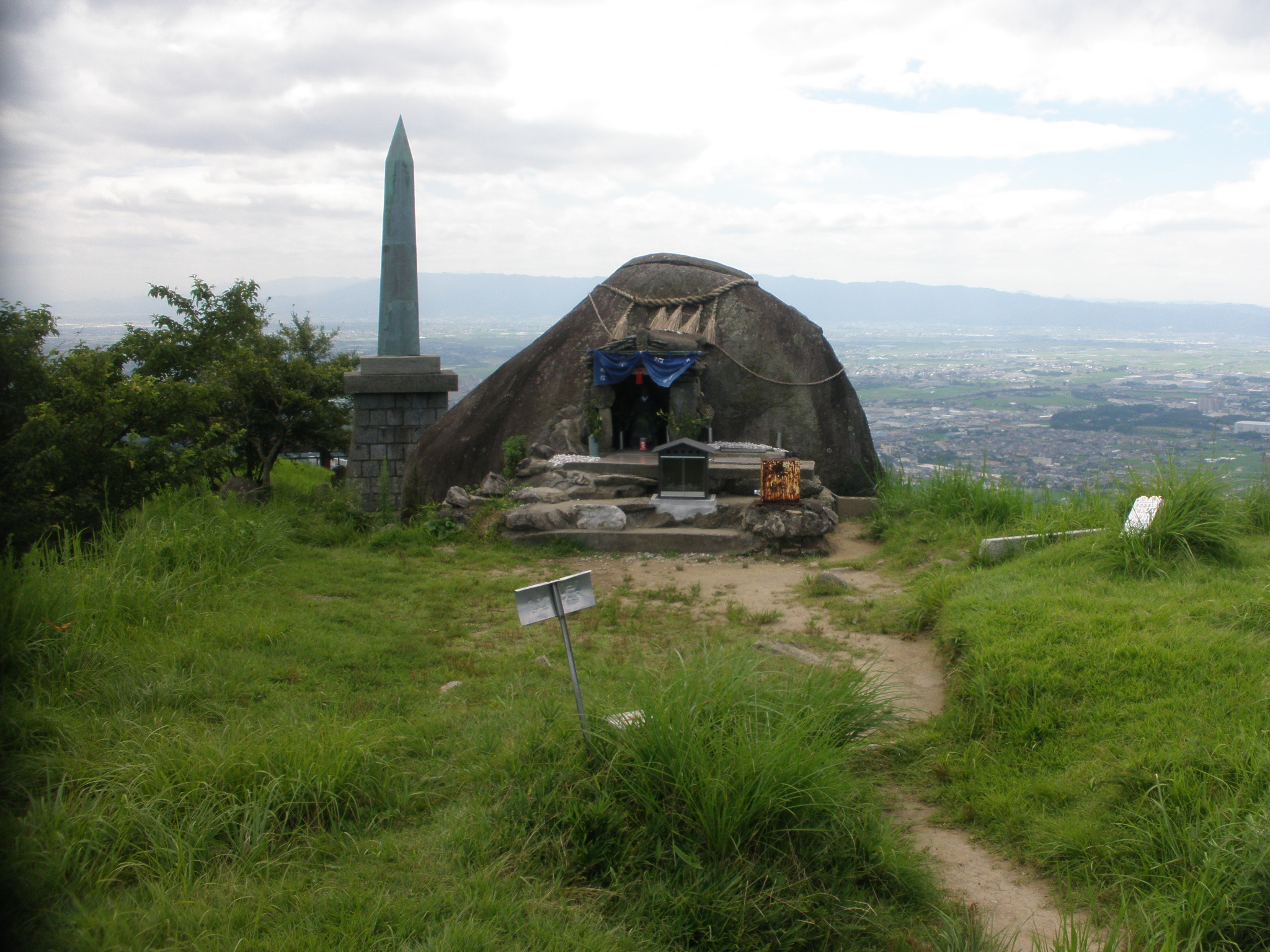
山頂の基肄城跡 中央は霊霊石(「たまたまいし」と呼ぶ)、左後方に天智天皇欽仰之碑
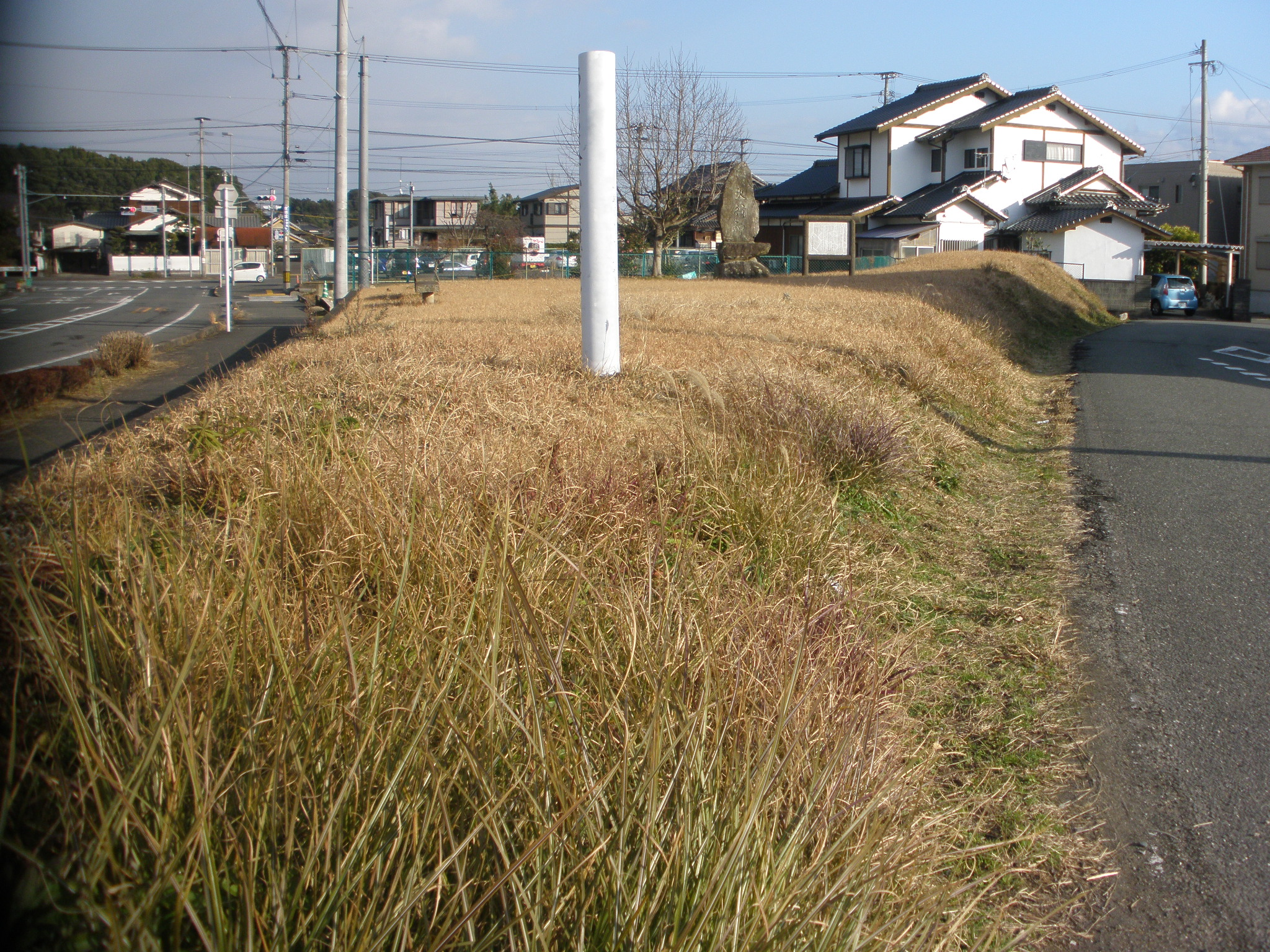
とうれぎ土塁